# غريغوري نيكونوفيتش لوغفين
غريغوري نيكونوفيتش لوغفين (10 مايو 1910 - 17 فبراير 2001) كان مؤرخًا فنيًا ومعماريًا أوكرانيًا وسوفيتيًا بارزًا، وباحثًا في تاريخ الفن الأوكراني وهندسته المعمارية. يُعتبر شخصية مهمة في الحفاظ على التراث الثقافي الأوكراني ودراسته.
كان والد الفنان والرسام الأوكراني المعروف لوغفين يوري غريغوروفيتش.

## سيرته
ولد في قرية في منطقة بولتافا. تخرج من معهد خاركيف للهندسة المدنية والهندسة المعمارية في عام 1933. كرس لوهفين حياته لدراسة تاريخ الفن والهندسة المعمارية الأوكرانية. عمل في معهد تاريخ الفن والفولكلور والإثنوغرافيا التابع لأكاديمية العلوم في جمهورية أوكرانيا الاشتراكية السوفيتية.
لعب دورًا حاسمًا في توثيق ودراسة العديد من المعالم المعمارية والفنية الأوكرانية القديمة، بما في ذلك الكنائس والأديرة والتحصينات. في فترة كانت فيها بعض الآثار مهددة بالتدمير أو الإهمال، كانت أبحاثه وكتاباته ضرورية للحفاظ على الذاكرة التاريخية والثقافية.
حصل على العديد من الجوائز والأوسمة تقديرًا لمساهماته الكبيرة في دراسة وحفظ التراث الثقافي الأوكراني.

## المؤلفات الهامة
ألف ونشر العديد من الكتب والدراسات الهامة حول تاريخ الفن والهندسة المعمارية الأوكرانية. من بين أعماله البارزة:
"من أعماق القرون" (З глибин віків) - كتاب مصور عن الآثار المعمارية الأوكرانية.